# Serzy-et-Prin

Serzy-et-Prin este o comună în departamentul Marne, Franța. În 2009 avea o populație de 182 de locuitori.